# Премія «За правильний спосіб життя»

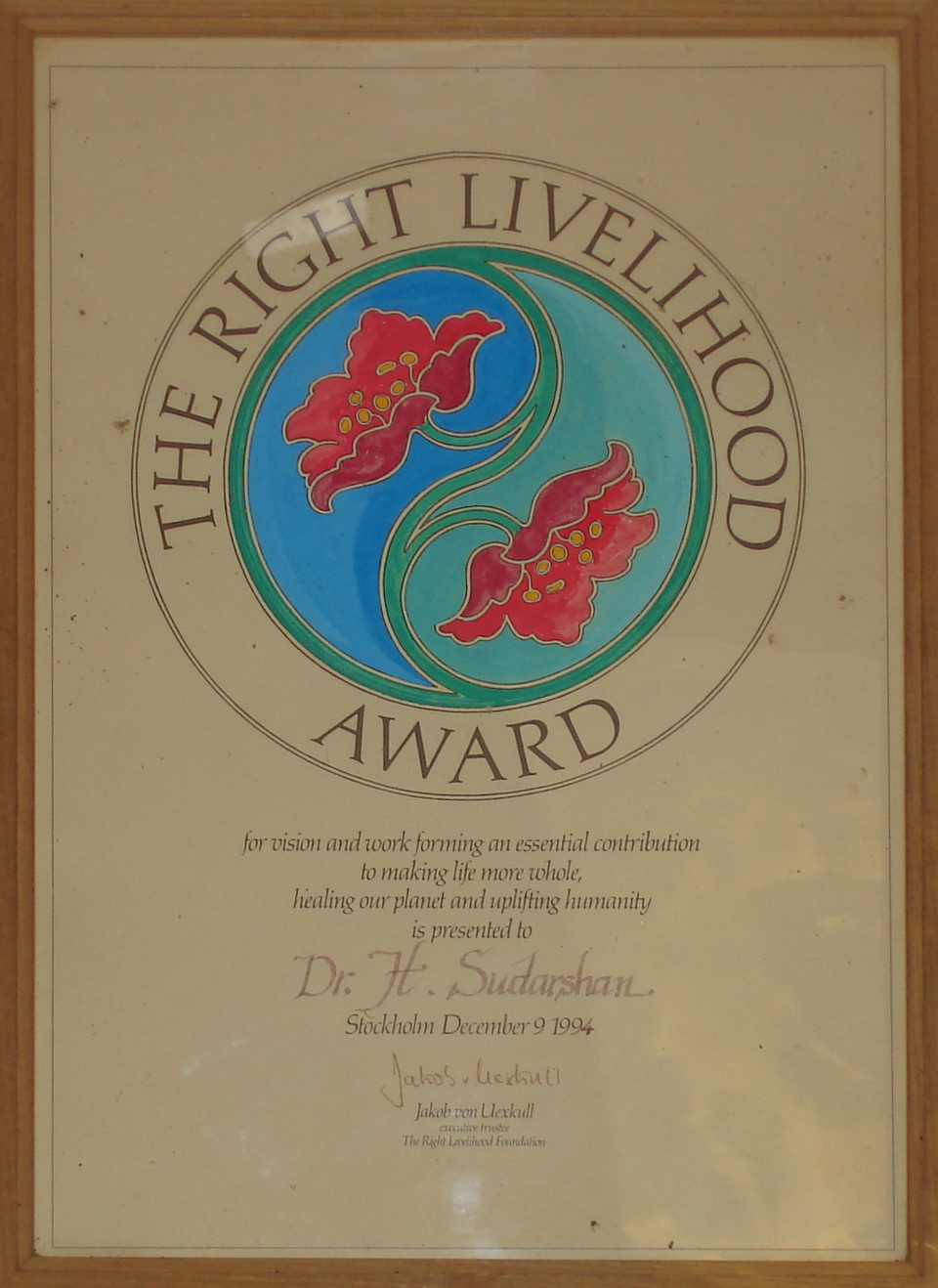

Премія «За правильний спосіб життя» («Альтернативна Нобелівська премія») — нагорода, яку присуджують Міжнародне журі й Парламент Швеції за досягнення у сфері мистецтва, юриспруденції, бізнесу та правозахисної діяльності.

## Історія виникнення
Премія Right Livelihood була встановлена в 1980 році журналістом і філателістом шведсько-німецького походження, колишнім членом Європарламенту від «зелених» Якобом фон Уекскюлем, котрий продав свою колекцію рідкісних поштових марок і заснував на ці кошти Фонд соціальної допомоги в розв'язанні невідкладних світових проблем.
Спочатку винагорода сприймалася як забаганка дивака-ідеаліста, але з часом премія здобувала дедалі більше визнання. 1985 року Уекскюля запросили проводити церемонію вручення премії у шведському Парламенті. Лауреатами на той час уже стали захисники довкілля, пацифісти, громадські активісти й винахідники.

## Особливості нагородження
- Призовий фонд — три мільйони шведських крон (374 тисячі доларів).
- Кількість нагороджених — чотири лауреати, троє з яких ділять між собою призовий фонд, четвертий — отримує Почесну премію без грошової винагороди.
- Термін нагородження — щорічно в грудні.

## Лауреати премії
2020 рік
Насрін Сотуде, Браян Стівенсон, Лоці Канінгем Рэн, Олесь Біляцький та Правозахисний центр «Вясна».
2019 рік
2018 рік
2017 рік
Індійський адвокат Колін Гонсалвес, який 30 років відстоює права людей, що потрапили в рабство, мешканців нетрів, жінок і малозабезпечених. Заснована ним правозахисна громадська організація HRLN посприяла покращенню умов життя 400 мільйонів людей.
Ефіопська адвокатесса Єтнеберш Нігуссі, яка в 5 років втратила зір, активістка у сфері захисту прав людей із особливими потребами.
Азербайджанська журналістка Хадіджа Ісмаїлова, яка розслідувала корупцію в найвищому ешелоні влади своєї країни, у зв'язку з цим була ув'язнена.
Почесний приз отримав американський захисник довкілля Роберт Байлотт, який представляв інтереси близько 70 тисяч мешканців американського штату Західна Вірджинія в судовому процесі, що тривав 19 років. Питання судового розслідування — хімічне забруднення питної води в населеній місцевості.
2016 рік
Єгипетська активістка Мозн Хассан, яка бореться за права жінок.
Гуманітарна організація волонтерів із Сирії «Сирійська цивільна оборона» (більш знана як «Білі шоломи»), члени якої дістають з-під завалів і руїн розбомблених будинків уцілілих та загиблих. Окрім волонтерської роботи, вони фактично виконують роль місцевих ЗМІ, щодня повідомляючи дані про жертви й оприлюднюючи фото- та відеоматеріали з наслідками бомбардувань.
Турецька щоденна газета «Джумгурієт», найстаріша газета країни.
Російська правозахисниця Світлана Ганнушкіна, голова комітету «Громадянське сприяння», яка вже понад 25 років допомагає біженцям.
1982 рік
Ерік Дамманн — норвезький письменник, антиглобаліст і еколог, засновник руху «Майбутнє в наших руках» (норв. Framtiden i våre hender).